# Carlos Posada Amador
Carlos Posada Amador (* 25. April 1908 in Medellín, Antioquia, Kolumbien; † 21. Dezember 1993 in Mexiko) war ein kolumbianischer Komponist, Musikpädagoge und Hochschullehrer.

## Leben
Bereits frühzeitig erhielt er durch seine Eltern Lisandro Posada und Alicia Amador Violinen- und Klavierunterricht. Später studierte er diese Instrumente bei dem aus Spanien stammenden und in Medellín ansässigen Violinisten Pedro Begue sowie seinem Onkel, dem Pianisten Germán Posada.
Zusammen mit seiner Familie zog er 1927 nach Paris, wo er ein Studium für Dirigenten an der von Vincent d’Indy geleiteten Schola Cantorum absolvierte. Des Weiteren studierte er an der École Normale de Musique de Paris bei Nadia Boulanger Kontrapunkt und Musikgeschichte sowie Musikpädagogik bei Georges Dandelot. Nach Abschluss des Studiums wurde er 1933 Professor für Kontrapunkt.
Nach seiner Rückkehr nach Kolumbien wurde er 1935 zum Direktor der Musikschule (Escuela de Música) des Instituts der schönen Künste (Instituto de Bellas Artes) von Medellín ernannt und bekleidete diese Position bis 1935. Als solcher organisierte er auch den Zweiten Nationalen Musikkongress in Medellín. Zu seinen Schülern gehörte Roberto Pineda Duque.
Daneben war er als Komponist tätig und beschäftigte sich in dem Zyklus Cinco canciones medioevales mit der Interpretation und der zeitgenössischen Umsetzung mittelalterlicher Gesänge.
1942 ließ er sich in Mexiko nieder und war dort bis 1950 sowohl Professor an der Musikschule der Universidad Nacional Autónoma de México als auch am Musikkonservatorium von Mexiko-Stadt. Nach Aufgabe dieser Lehrtätigkeit war er bis zu seinem Tode als Komponist tätig und schuf überwiegend musikalische Werke für Gesang und Piano sowie für Orchester.

## Kompositionen
- A fin de que los vientos
- Epitaphe, 1934
- Sur la vieillesse, primera versión, 1934
- Cantiga sagrada para navidad, 1938
- Cinco canciones medioevales: Canción de mayo. Armonización de una canción de Moniot de Arras, 1939
- Cinco canciones medioevales: Canción de amor cortés. Armonización de una canción de autor anónimo, 1939
- Cinco canciones medioevales: Canción de amor cortés. Armonización de una canción de Jaufré Rudel, 1939
- Cinco canciones medioevales: Canción de amor naciente. Armonización de una canción de autor anónimo, 1939
- Cinco canciones medioevales: Romanza. Armonización de una canción de autor anónimo, 1939
- Añoranza
- Barcarola
- Gota de ajenjo
- Noche